# Aliments d'humitat intermèdia
Els aliments d'humitat intermèdia (AHI) són tots aquells aliments que tenen un potencial hídric (aw) en el rang 0,6- 0,9. Presenten entre un 10 i un 15% d'aigua, és a dir, tenen una humitat superior al dels aliments secs però per sota dels aliments humits. Una de les seves principals característiques és la seva vida útil, aquesta es deu a la combinació de ser comestibles sense rehidratació i alhora no necessitar mantenir-se en refrigeració per a conservar-se durant la distribució i l'emmagatzematge.
Gràcies al baix potencial hídric que tenen aquests aliments es dificulta el creixement de gran varietat de bacteris, floridures, llevats i també ens permet controlar l'activitat enzimàtica no desitjada. Aquesta característica es pot fer servir per augmentar la vida útil de l'aliment, és a dir, permet conservar durant més temps els productes.
| aw        | Aliment |
| --------- | --- |
| 0,80-0,84 | En la majoria del concentrats de fruita, llet condensada ensucrada, xarop de xocolata, farina, arròs, llegums que contenen entre un 15% i un 17% d'humitat, pastís de fruita, pastissos amb alt contingut de sucre. |
| 0,75-0,80 | Melmelada, massapà, fruites glacejades, alguns núvols de sucre. |
| 0,65-0,75 | Flocs de civada que contenen aproximadament un 10% d'humitat, núvols de sucre, confitures, melassa, sucre de canya sense refinar, alguns fruits secs.                                                               |
| 0,60-0,65 | Fruits secs que contenen un 15-20% d'humitat, caramels i mel. |

## Vida útil i seguretat
La seguretat i estabilitat microbianes, així com la qualitat sensorial i nutricional de la majoria dels aliments, es basen en l'aplicació de factors conservants combinats anomenats obstacles. Els obstacles més importants utilitzats en la conservació d'aliments són la temperatura, el potencial hidric, el pH i el potencial redox entre d'altres. Mitjançant un control adequat d'aquests factors es pot prevenir el creixement de la majoria dels microorganismes patògens i de descomposició, obtenint un producte amb una seguretat òptima, un bon rendiment i una qualitat de consum satisfactòria.
L'objectiu dels AHI és aconseguir un potencial hídric que ens permeti emmagatzemar els aliments de manera segura sense refrigeració. Tot i això, els aliments no són estèrils i hi ha patògens que es poden desenvolupar en aquestes condicions de baix potencial hídric com poden ser:
| Patògens                  | Efectes/Contaminants          | Potencial Hídric | Mesures per prevenir creixement                                                                  |
| ------------------------- | ----------------------------- | ---------------- | ------------------------------------------------------------------------------------------------ |
| Staphylococcus aureus     | Enterotoxines                 | 0,83-0,86        | Bones pràctiques d'higiene i de manufactura. Processos d'extrusió.                               |
| Aspergillus / Penicillium | Micotoxines                   | 0,77-0,85        | Conservants químics com sorbats i propionats.                                                    |
| Salmonella                | Antígen de virulència         | 0,93-0,99        | Combinació de pH alts, addició de sucre, sal, conservants i procés tèrmic per eliminar patògens. |
| Bacillus cereus           | Cereulida (toxina emètica)    | 0,93-0,95        | Combinació de pH alts, addició de sucre, sal, conservants i procés tèrmic per eliminar patògens. |
| Cronobacter sakazakii     | Antígen O (enzim proteolític) | 0,81-0,93        | Pasteurització en els preparats deshidratats i control de matèries primeres i de l'entorn.       |

Cada organisme té una potencial hídric mínim, òptim i màxim per al creixement. Els llevats i les floridures poden créixer amb un baix potencial hídric; però, 0,85 es considera el nivell de tall segur per al creixement de patògens. El potencial hídric de 0,85 es basa en l'activitat d'aigua mínima per al creixement de S. aureus. Per tant, per considerar que un producte es segur ha de tenir un potencial hídiric de 0,85 o menor. En cas d'envasar el producte s'ha de seleccionar un material que eviti la seva rehidratació durant l'emmagatzematge i distribució

### Normatives[6]
ISO 9001: s'estableixen els requisits del sistema de gestió de la qualitat, que permeten a una empresa demostrar la seva capacitat de satisfer els requisits del client i altres parts interessades mentre compleixen els requisits legals i reglamentaris relacionats amb el producte o programa.
ISO 14001: És una norma internacional que estableix com implantar un sistema de gestió ambiental eficaç. La norma està dissenyada per aconseguir l'equilibri entre rendibilitat econòmica i un mínim impacte ambiental, buscant el compromís de tota l'organització per aconseguir els dos objectius.
ISO 22000: La norma ISO 22000 segueix el protocol establert per altres normes com la ISO 9001 o ISO 14001 en els passos i accions base per a l'establiment d'un sistema de Gestió de la Seguretat o innocuïtat dels aliments. L'estàndard ISO 22000 ha sigut dissenyat amb flexibilitat per permetre una bona seguretat de l'alimentació, cobrint totes les parts de la cadena alimentària.

## Mètodes per reduir la humitat en l'aliment
S'ha vist que aquests productes són molt beneficiosos a nivell comercial, per tant s'apliquen una série de tècniques per aconseguir obtenir aquest nivell d'humitat. En la preparació d'AHI, s'elimina una part de l'aigua de l'aliment fresc per reduir la disponibilitat d'aigua que usa el microorganisme pel seu creixement. Es pot reduir més el potencial hídric mitjançant l'addició dels soluts adequats. Els compostos que s'agreguen als aliments amb aquesta finalitat es denominen humectants. Els humectants mantenen humits els productes alimentaris perquè permeten l'adsorció de l'aigua i la transmeten al producte, compensant l'assecat natural. Preferiblement han de ser químicament inerts, els humectants més comunament usats són el glicerol, sucres, propilenglicol, polietilenglicol, alcohols polihídrics com sorbitol i sals com clorur de sodi i clorur de potassi.
La deshidratació (o assecat) és l'aplicació de calor en condicions controlades per eliminar la majoria de l'aigua normalment present en un aliment, per tant redueix el seu potencial hídric i s'inhibeix el creixement microbià i l'activitat enzimàtica. Tots els productes pateixen canvis durant l'assecat i l'emmagatzematge que redueixen la seva qualitat en comparació amb el material fresc, hi ha un deteriorament tant de les propietats organolèptiques de l'aliment com del seu valor nutricional. Els principals canvis a la qualitat dels aliments secs són a la textura i el sabor o l'aroma i color. El disseny i el funcionament dels equips de deshidratació tenen com a objectiu minimitzar aquests canvis.
Es produeixen mitjançant diversos mètodes: l'assecat parcial, la deshidratació osmòtica, la infusió seca i els aliments d'humitat intermèdia formulats. Altres operacions que eliminen l'aigua dels aliments, incloses les separacions mecàniques, l'evaporació, l'enfornat i el fregit, normalment eliminen molta menys aigua que la deshidratació.

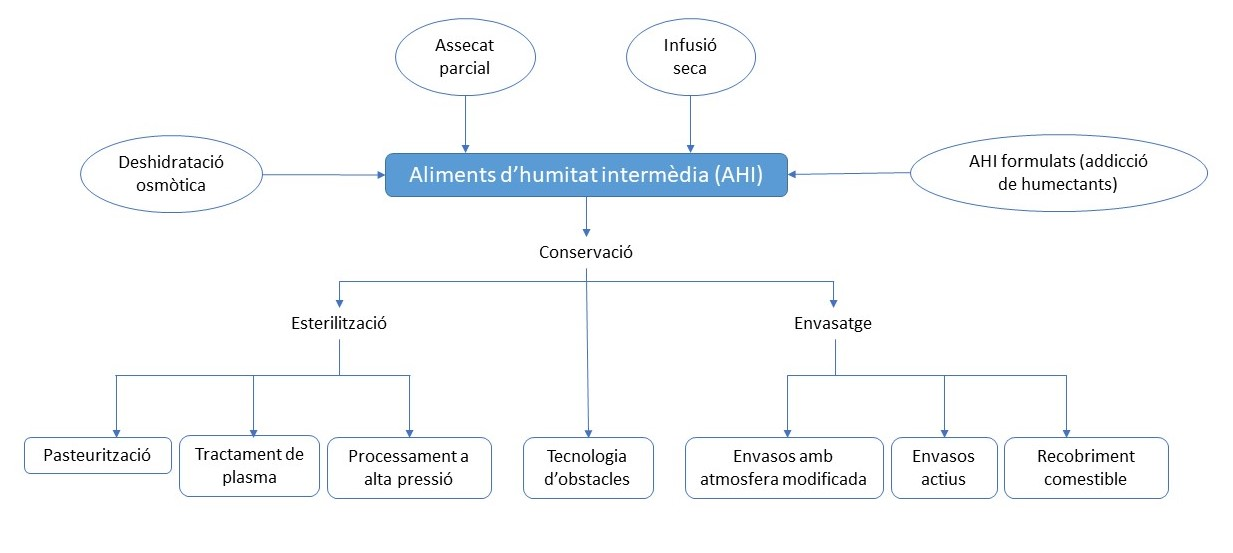
Esquema de la producció dels AHI i els seus mètodes de conservació

### Assecat parcial
L'assecat parcial s'utilitza en aliments crus que naturalment tenen un alt nivell d'humectants com per exemple les panses, albercocs i les prunes. Els humectants són soluts que s'incorporen com a additius alimentaris i s'utilitzen per estabilitzar el contingut d'humitat dels productes alimentaris, ja que retenen l'aigua. L'assecament parcial consisteix en l'eliminació de l'aigua lliure i que la resta d'aigua quedi immobilitzada pels humectants, evitant així que pugui ser utilitzada per a reaccions químiques o per a ús microbià.

### Deshidratació osmòtica
L'assecat osmòtic és el procés de remullar els aliments en solucions altament concentrades de humectant, s'acostuma a utilitzar la sal i el sucre. La pressió osmòtica fa que l'aigua es difongui dels aliments a la solució per a ser reemplaçada per l'humectant, per exemple en fruites "cristal·litzades" o confitades que utilitzen sucre com humectant o sal per a peix i verdures. Els avantatges de la deshidratació osmòtica inclouen temperatures de processament baixes, temps d'assecat curts i un consum d'energia menor que els processos de deshidratació típics.
La osmodehidrocongelació, és un procés combinat que consisteix en la deshidratació osmòtica seguida d'assecat a l'aire i després congelació per produir productes d'humitat intermèdia com fruites que no requereixen conservant de diòxid de sofre. Un avantatge únic d'aquesta combinació és que la deshidratació osmòtica elimina una part d'aigua dels aliments frescos, reduint així l'aigua disponible per congelar i minimitzant els canvis de qualitat dels productes alimentaris en descongelar-se.

### Infusió seca
El producte alimentari es deshidrata primer i després el producte resultant s'afegeix a una solució humectant per assolir el potencial hídric desitjat. S'utilitza en el desenvolupament d'aliments nutritius estables a la plataforma per a l'Administració Nacional d'Aeronàutica i l'Espai (NASA) i l'exèrcit dels Estats Units en el programa Meals Ready-to-Eat (MRE).

### AHI formulats
Són aliments que estan especialment formulats per aconseguir un potencial hìdric en el rang dels AHI, utilitzant humectants com glicerol, propilenglicol, sucre o sal. Per exemple els productes de confiteria i aliments per a mascotes.

## Aplicacions

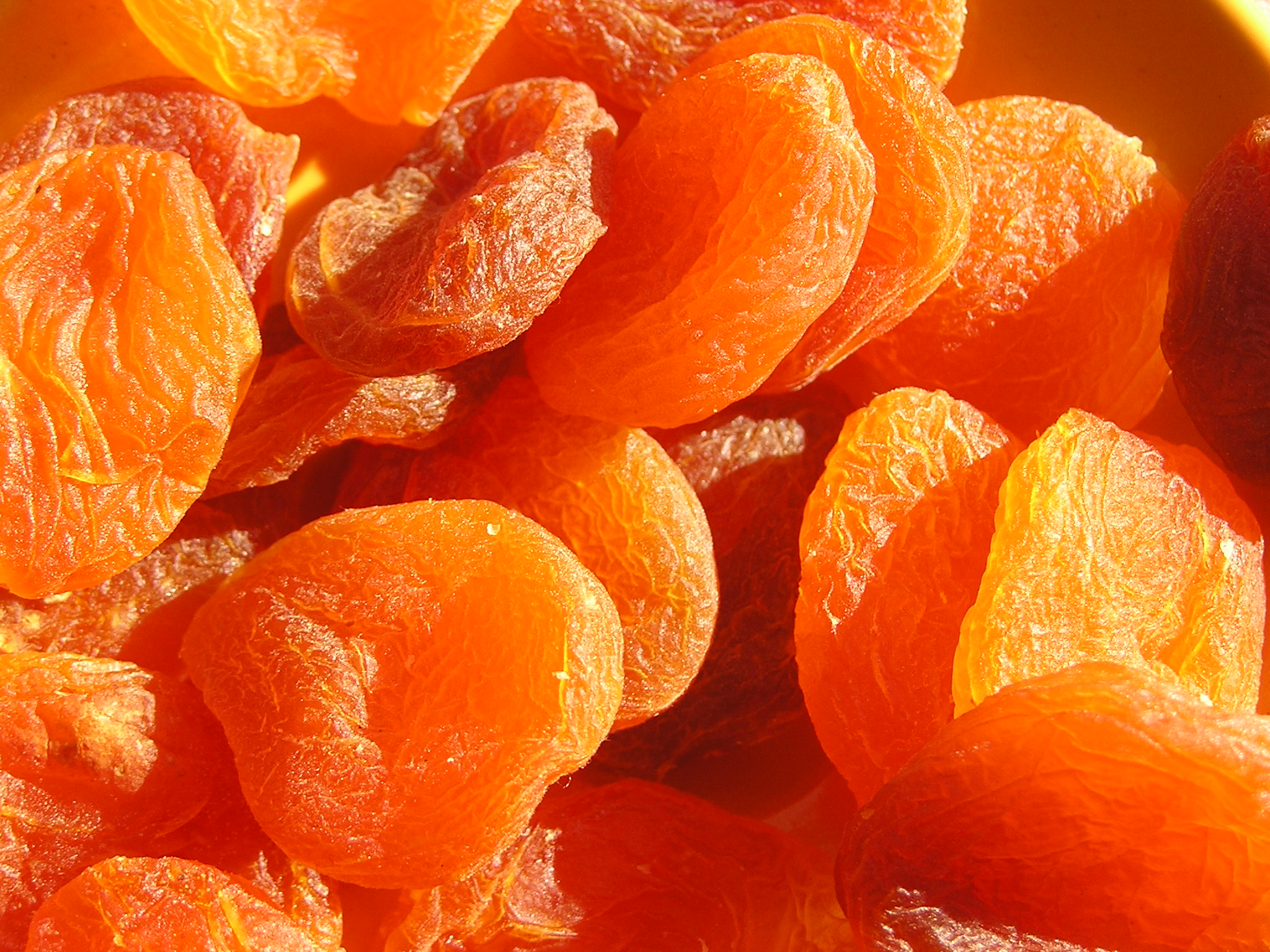
Albercocs secs

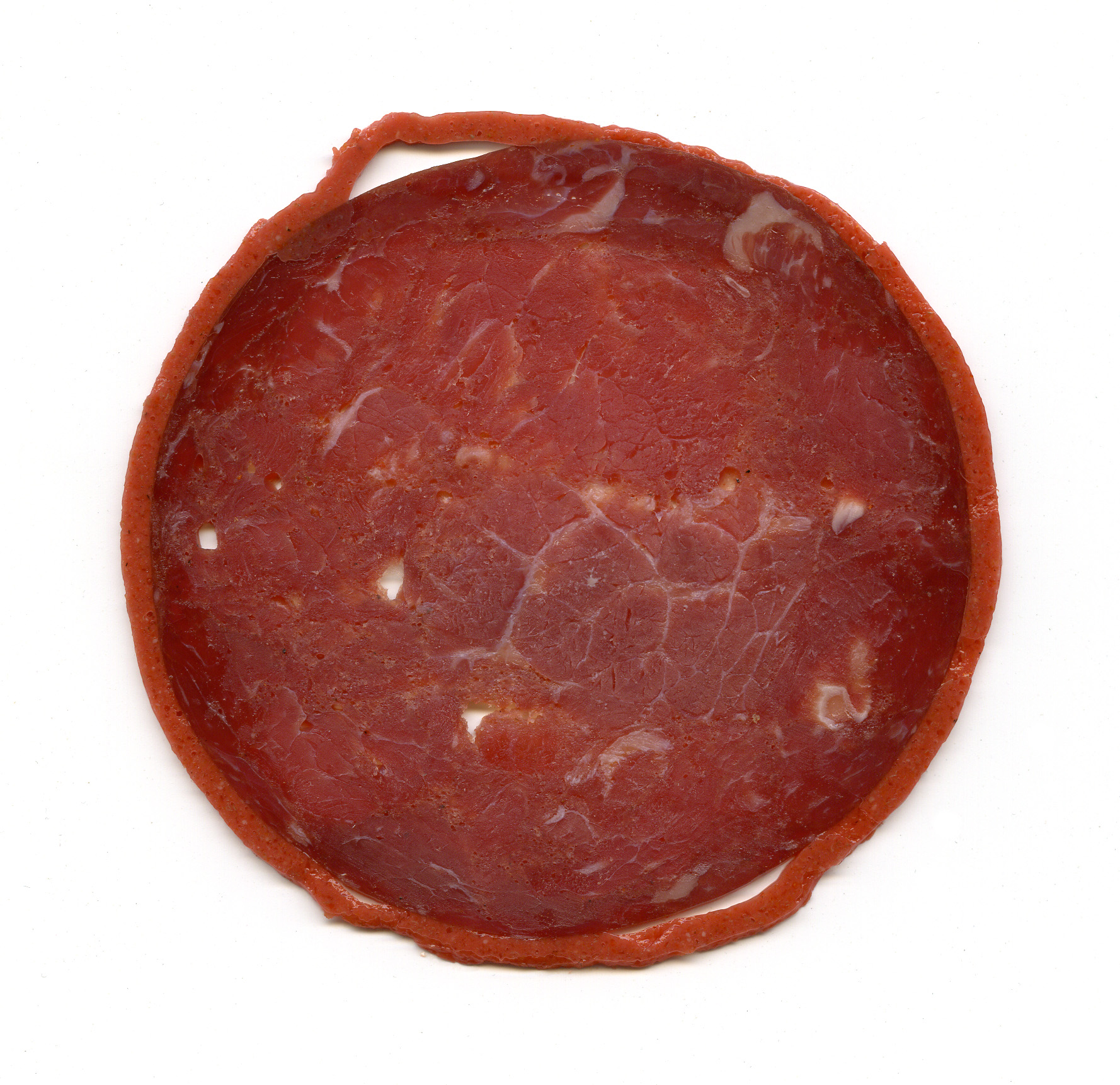
Pastırma

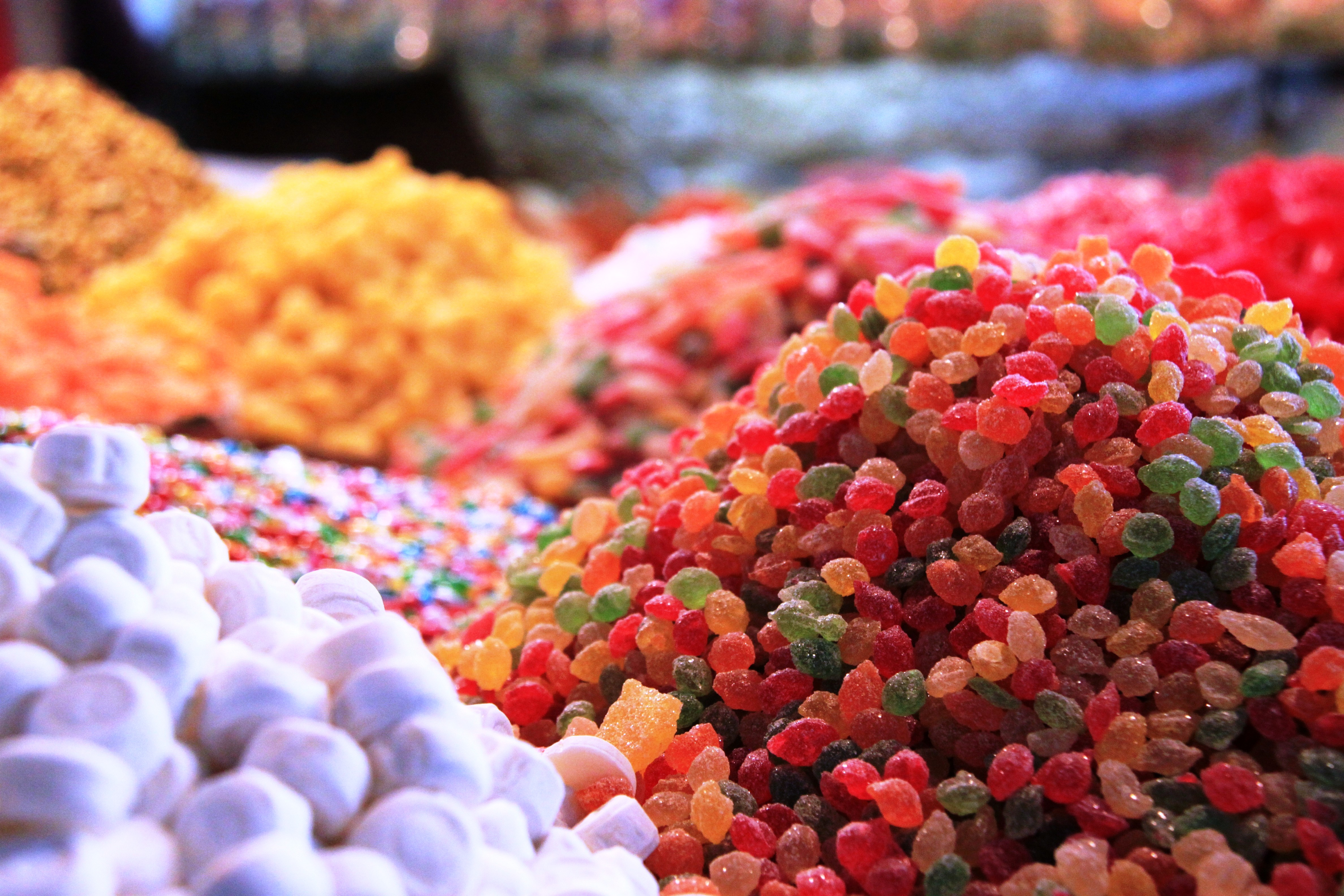
Llaminadures

### Fruites i verdures
Les fruites, verdures i melmelades també es processen a rangs d'humitat intermedis mitjançant l'extracció d'aigua i l'addició de sucre, sal, etc. L'elaboració i comercialització d'aquests productes no plantegen problemes greus, ja que no són molt peribles, a diferència de la carn i el peix.
A més, la dolçor o la salinitat és un gust natural d'aquests productes. Les barres de fruites es preparen a partir d'una combinació de figues, dàtils, peres, cireres, panses, etc., en estat comprimit. Estan destinats al consum directe del paquet sense rehidratació.

### Carn
El processament de salsitxes fermentades en condicions seques o semiseques per a l'estabilitat en emmagatzematge a temperatures més altes es remunta a temps prehistòrics, la carn se sala i asseca per reduir el potencial hídric i augmentar la seguretat microbiana. per exemple, la pastirma és un tipus d'aliment amb humitat intermèdia i es pot emmagatzemar durant diversos mesos en climes humits, també les carns fermentades, les salsitxes, la carn seca i la vedella poden durar molts mesos sense refrigeració.

### Menjar per a mascotes
S'utilitzen tècniques de processament per aconseguir la humitat intermèdia final dels aliments per a mascotes, són productes que deixen menys olor i més estables que els aliments humits en conserva per a mascotes. Els ingredients que s'afegeixen als aliments per a mascotes amb humitat intermèdia per aconseguir una menor activitat de l'aigua són els flocs de soja i la farina de blat, a més de soluts com el glicerol, la sal comuna i el sucre.

### Productes de confiteria
Els primers intents de predir l'aigua en solucions alimentàries van ser en productes de confiteria. Al 1947, D. W. Grover va desenvolupar un mètode empíric per predir la quantitat de solut en productes de confiteria. L'equació de Grover s'ha aplicat amb èxit a la indústria de la confiteria, però no és precisa per a concentracions elevades d'humectants. Alguns exemples de productes de forn i pastisseria que pertanyen a aquesta categoria són els pastissos de fruites, farcits de pastissos, dolços, llaminadures i melmelades.

## Avantatges dels aliments d'humitat intermèdia
1. Emmagatzematge a temperatura ambient en envasos simples: si els aliments altament peribles es poden processar per al seu emmagatzematge a temperatura ambient, poden revolucionar la producció i distribució massiva d'aliments.
2. Mètode econòmic de conservació d'aliments : els AHI es poden fabricar amb tecnologia de baix cost. Les reaccions de deteriorament són baixes i la qualitat dels aliments alta, per la qual cosa la informació és d'interès per a la indústria de l'envasat i processament d'aliments.
3. Conservació d'energia durant l'emmagatzematge: una vegada que els AHI es fabriquen per a la seva estabilitat en emmagatzematge a temperatura ambient, no es necessita energia per a l'emmagatzematge posterior.
4. Viabilitat en els països en desenvolupament: el processament d'AHI és l'opció més viable per a les regions en desenvolupament que experimenten greus limitacions energètiques amb freqüents interrupcions del subministrament.
5. Comoditat: els AHI són fàcils de manipular i emmagatzemar. A més, la reducció de pes i volum dels aliments secs redueix els costos de transport i emmagatzematge.
6. Seguretat i eficàcia: si els aliments es processen fins al nivell segur de potencial hídric amb agents antimicrobians i antimicòtics adequats, són segurs per al consum.
7. Eficiència en l'envasat: els AHI no necessiten una protecció absoluta com en el cas de les carns en conserva. Es poden modelar o comprimir en formes convenients per a una màxima eficiència en l'empaquetatge.
8. Idoneïtat per a situacions i aplicacions especials: són aliments convenients per a l'alimentació espacial, operacions militars a gran altitud i altres situacions similars, ja que són de baix volum i pes i ofereixen fonts concentrades de nutrients. Això es facilita mitjançant l'eliminació de més de la meitat de la humitat total present en els aliments.
9. Acceptabilitat: la majoria dels AHI tenen problemes de palatabilitat, variacions al gust i textura, que afecten la seva globalització. Amb les millores en els mètodes de processament, tenen la capacitat de dominar els mercats d'aliments.
10. Mètode versàtil de processament i conservació: els processadors d'aliments poden innovar i produir nous productes amb variacions en l'atractiu, la textura i el sabor.[1]